# Yawara
Lo yawara (柔?) (anche detto pasak o dulodulo nelle arti marziali filippine) è un'arma giapponese utilizzata in diverse arti marziali, soprattutto giapponesi. Da essa è derivato il kubotan.

## Storia
Lo yawara, come moltissime delle armi delle arti marziali quali nunchaku, sai o bō, è una delle armi nate durante il periodo del Giappone feudale, secondo le cui leggi era proibito ai civili utilizzare armi con lama; per questo motivo nacquero molte scuole di arti marziali che insegnavano l'utilizzo per difesa personale di vari oggetti nella vita quotidiana. Uno di questi era lo yawara: facile da nascondere e leggero da usare.
Grazie all'operato di Frank Atsuo Matsuyama, l'utilizzo dello yawara è stato largamente diffuso tra i poliziotti giapponesi a partire dagli anni 1940 e reso popolare in Occidente negli anni 1970 da Soke Kubota Takayuki, in una sua variante denominata kubotan, che venne data in dotazione alla polizia di Los Angeles.

## Descrizione e utilizzo
Costituita da una asticella solitamente in legno lunga da 15 a 20 centimetri, a seconda della dimensione della mano del combattente, e modellata in modo da favorirne la presa. Un esperto nell'uso dello yawara può disporre di un'arma pericolosissima, seppur legale nella maggior parte delle giurisdizioni, e facile da nascondere. Vista la sua struttura estremamente semplice, molti oggetti quotidiani, come penne, possono fungere da yawara.
Lo yawara può avere diversi utilizzi. Più comunemente viene usato per colpire parti specifiche del corpo umano: articolazioni, nervi, tempie, fasci di muscoli e cranio sono i bersagli ideali. Un colpo ben assestato può temporaneamente paralizzare un arto o persino far perdere i sensi. Lo yawara può anche essere utilizzato in tecniche di controllo o proiezione. Si può anche stringere la mano attorno all'arma per assistere il pugno.